# Isla McKissick
La Isla McKissick (en inglés: McKissick Island) es una antigua isla de 5.000 hectáreas en el río Misuri, que forma parte del condado de Nemaha, Nebraska, pero ahora está al este de la frontera oriental de Nebraska y sólo se puede llegar a ella por tierra desde Nebraska si se pasa primero por Iowa y Misuri.
A veces se describe como un enclave de Nebraska en Misuri, aunque no es un verdadero enclave, ya que está conectado físicamente a Nebraska a través del río. 
Una disputa sobre si Misuri o Nebraska tenían jurisdicción sobre la misma se determinó en una decisión de la Corte Suprema de los Estados Unidos 1904 que no fue reconocida formalmente por los dos estados hasta 1999.
La isla siempre tuvo una pequeña población ya partir de 2006 se informó de que sólo una casa estaba en la isla.